# توپ‌های ماه اوت
توپ‌های ماه اوت کتابی تاریخی است به قلم باربارا تاکمن، نویسندهٔ آمریکایی. موضوع کتاب حول و حوش ماه نخست جنگ جهانی اول می‌گذرد. پس از گذر از فصل‌های مقدماتی، تاکمن با جزئی‍ات از وقایع آغازکنندهٔ آن جنگ بزرگ سخن گفته‌است و سپس بر روی تاریخ نظامی متخاصمان، با تأکیدی ویژه بر قدرت‌های بزرگ، متمرکز شده‌است.
توپ‌های ماه اوت روایتی است از مراحل آغازین جنگ جهانی اول، از تصمیم دول اروپایی برای ورود به جنگ تا عملیات نظامی مشترک فرانسویان و بریتانیایی‌ها برای متوقف ساختن پیشروی آلمانی‌ها در خاک فرانسه. تاکمن ضمن شرح ماوقع ماجرا، برای خواننده از بحث‌ها، طرح‌ها، استراتژی‌ها، رخدادهای جهان، و احساسات جهانیان پیش و طی جنگ بزرگ روایت کرده‌است.
کتاب برندهٔ جایزهٔ پولیتزر در سال ۱۹۶۳ در بخش آثار عمومی غیر داستانی شد. نشر ماهی در بهار سال ۱۳۹۳ ترجمهٔ فارسی این کتاب را به قلم محمد قائد روانهٔ بازارهای ایران کرد.